# Lagynochthonius insulanus
Lagynochthonius insulanus är en spindeldjursart som beskrevs av Volker Mahnert 2007. Lagynochthonius insulanus ingår i släktet Lagynochthonius och familjen käkklokrypare. Inga underarter finns listade i Catalogue of Life.